# Liste der Straßennamen von Königheim

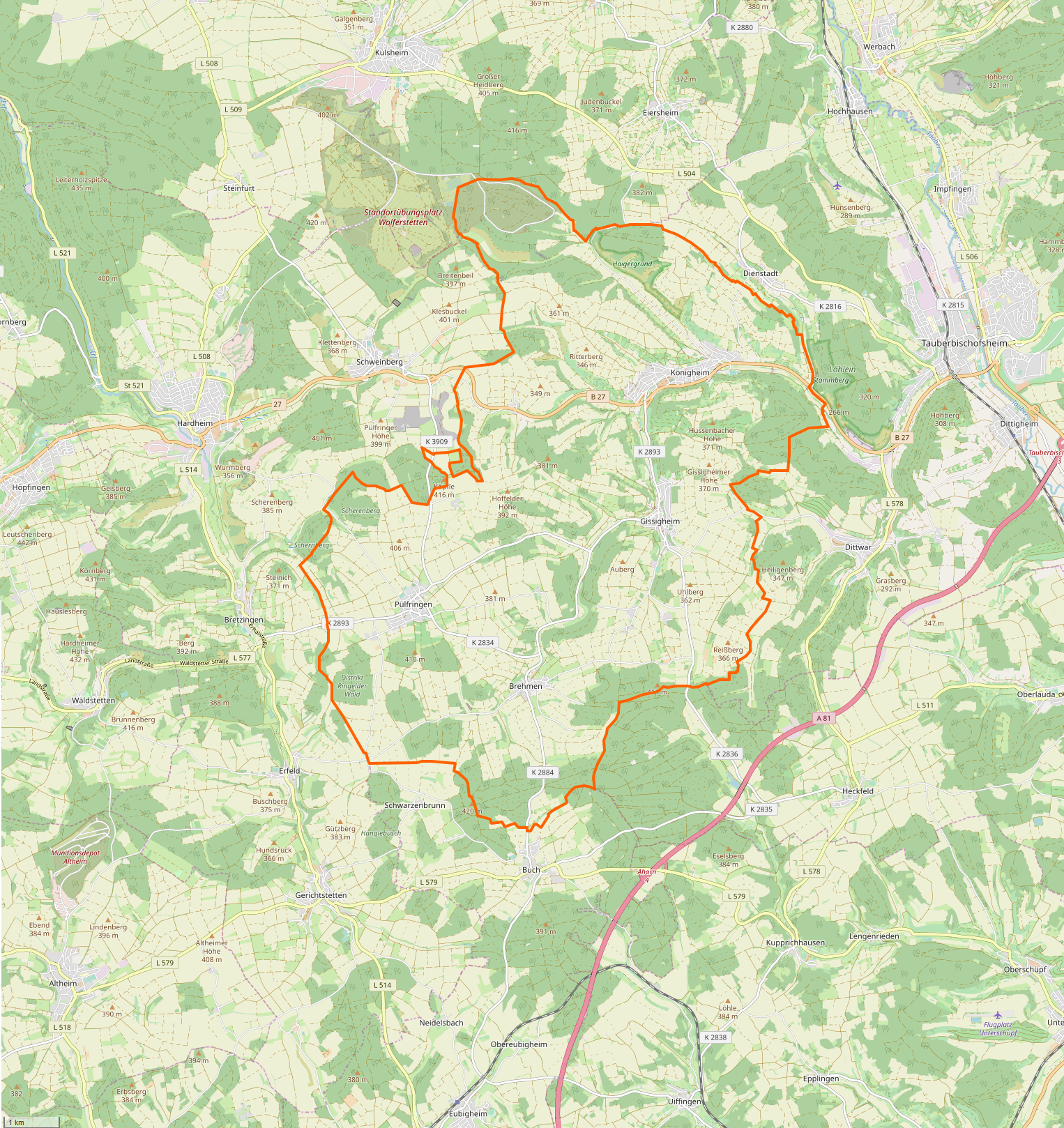
Gemarkung und Lage der Gemeinde Königheim

Wappen der Gemeinde Königheim

Diese Liste der Straßennamen von Königheim zeigt die Namen der aktuellen und historischen Straßen, Gassen, Wege und Plätze der Gemeinde Königheim und deren Ortsteile (Königheim ⊙ mit dem Weiler Weikerstetten ⊙, Brehmen ⊙, Gissigheim ⊙ mit dem Weiler Hof Esselbrunn ⊙ und den Wohnplätzen Badholz-Siedlung ⊙, Ried-Siedlung ⊙, Schwarzfeld-Siedlung ⊙, Kettenmühle ⊙, Öl- und Sägmühle ⊙, Schneidmühle ⊙ und Untere Mühle ⊙ und Pülfringen ⊙ mit dem Wohnplatz Haid-Siedlung ⊙ und den Weilern Hof Birkenfeld ⊙ und Hoffeld ⊙) sowie deren Namensherkunft, Namensgeber oder Bedeutung, sofern bekannt.
Der Artikel ist Teil der übergeordneten Liste der Straßennamen im Main-Tauber-Kreis. Die Liste erhebt keinen Anspruch auf Vollständigkeit.
| Rad- und Wanderwege – Literatur – Weblinks |

## A
- Adelsgraben – im Ortsteil Gissigheim.
- Ahornstraße – im Ortsteil Brehmen in Richtung Buch am Ahorn.
- Alte Gissigheimer Straße – verläuft von Königheim in Richtung des Ortsteils Gissigheim.
- Alte Schweinberger Straße – verläuft von Königheim in Richtung des Hardheimer Ortsteils Schweinberg.
- Am großen Baum – im Ortsteil Pülfringen. Der sogenannte „Große Baum“ zählt zu den Hauptsehenswürdigkeiten Pülfringens. Mit einem Stammdurchmesser von etwa 1,5 m liegt er weit über der durchschnittlichen Stammstärke gewöhnlicher Bäume. Angrenzend an den Standort des „Großen Baums“ wurde eine Straße nach ihm benannt.
- Am Spielplatz – im Ortsteil Pülfringen.
- Anton-Burkard-Straße – im Ortsteil Gissigheim.

## B

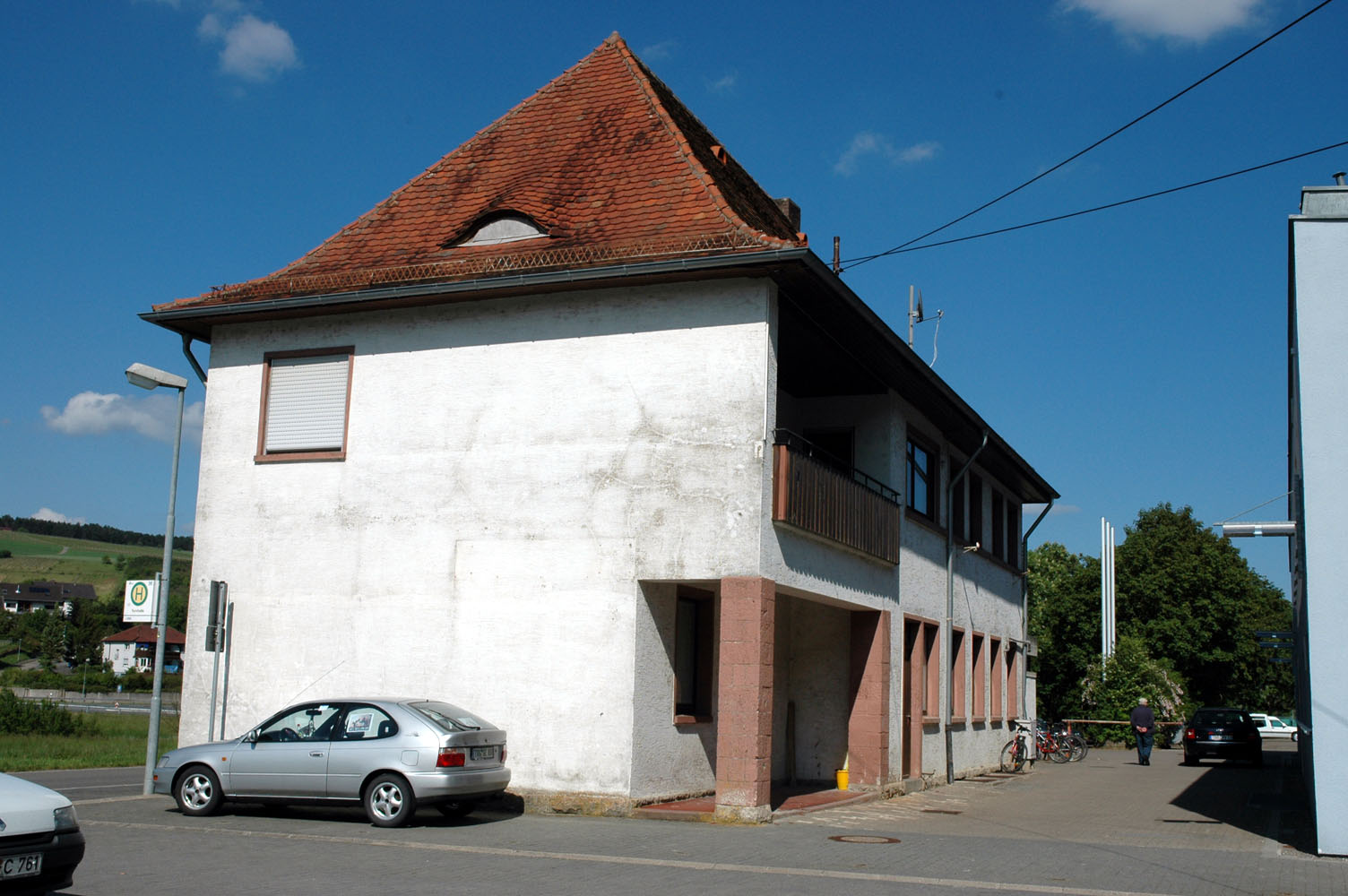
Ehemaliges Bahnhofsgebäude, Bahnhofstraße

- B 27 – Die Bundesstraße 27 (von Blankenburg bis Schaffhausen) verläuft durch Königheim. Vor deren Bau war die Königheimer Straße bei Tauberbischofsheim der Hauptverbindungsweg in die Kreisstadt.
- Bacchusweg
- Badgasse – im Ortsteil Gissigheim.
- Badholz – an der Badholz-Siedlung auf der Gemarkung des Ortsteils Gissigheim
- Bahnhofstraße – führt zum ehemaligen Bahnhofsgebäude der früheren Bahnstrecke Tauberbischofsheim–Königheim.
- Baugasse
- Bergstraße – im Ortsteil Gissigheim.
- Birkenfelder Straße – im Ortsteil Pülfringen in Richtung der Kleinsiedlung Hof Birkenfeld.
- Birkenweg – im Ortsteil Gissigheim.
- Bleichwiesenweg – im Ortsteil Gissigheim.
- Blumenstraße – im Ortsteil Pülfringen.
- Brauereiweg
- Brehmer Straße – im Ortsteil Gissigheim in Richtung des Ortsteils Brehmen.
- Breitenflur
- Bretzinger Straße – in Richtung des Hardheimer Ortsteils Bretzingen.
- Brunnengasse – im Ortsteil Brehmen.
- Buchenweg – im Ortsteil Gissigheim.

## D
- Diebspfad

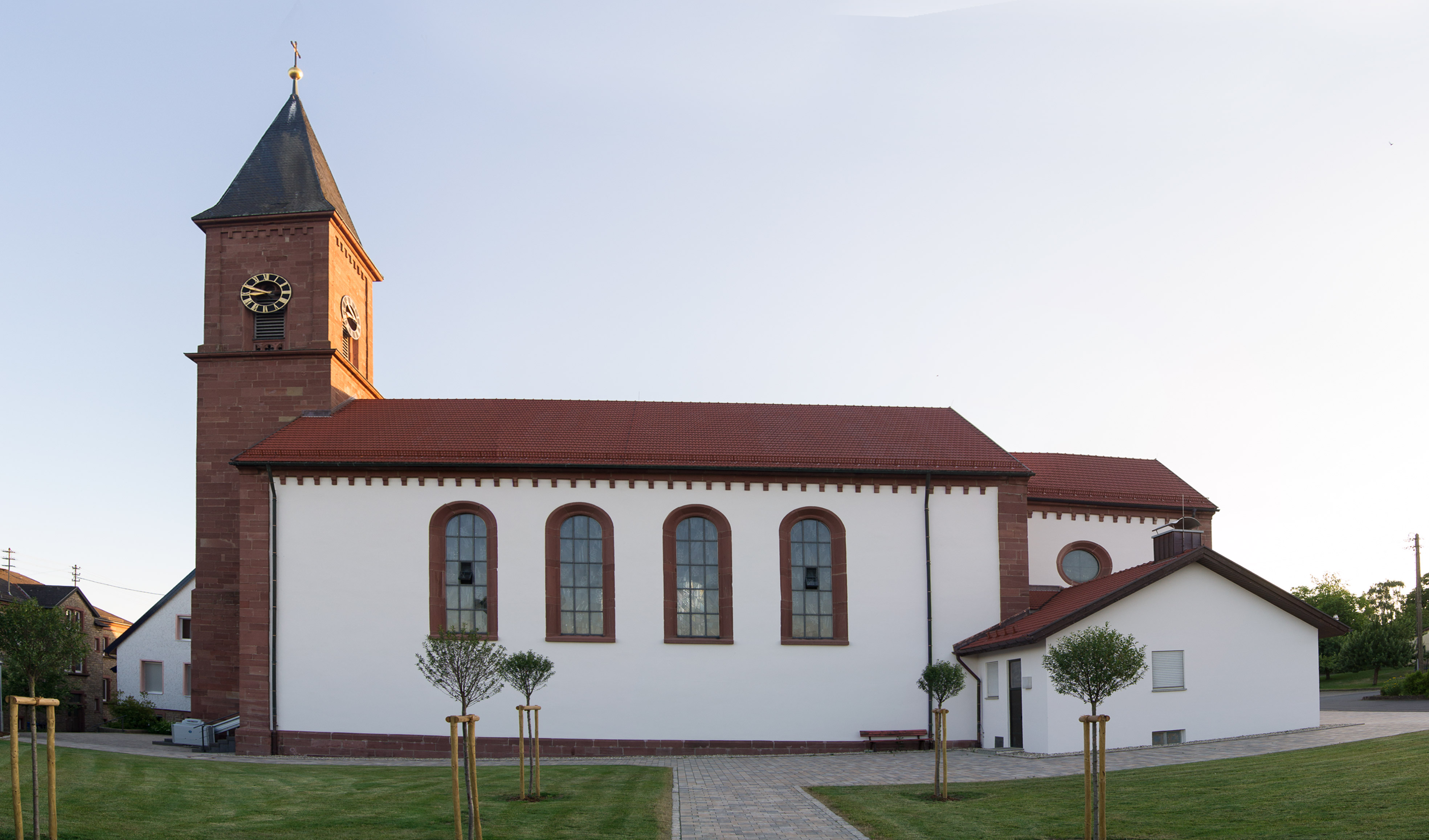
Katholische Kirche St. Kilian, Dorfstraße 8

- Dienstadter Straße – von Königheim in Richtung des Tauberbischofsheimer Stadtteils Dienstadt.
- Dorfstraße – im Ortsteil Pülfringen.
- Dr.-Bechtold-Straße
- Dr.-Bundschuh-Straße

## E
- Egelweg
- Erbsengasse
- Erfelder Straße – im Ortsteil Brehmen in Richtung des Hardheimer Ortsteils Erfeld.
- Esselbrunner Straße – im Ortsteil Brehmen in Richtung der Kleinsiedlung Hof Esselbrunn.

## F
- Faktoreigasse
- Flürlein – im Ortsteil Gissigheim.
- Flurstraße – im Ortsteil Brehmen.
- Friedhofgasse

## G
- Gänsberg – im Ortsteil Pülfringen.
- Gartelweg
- Gartenweg – im Ortsteil Gissigheim.
- Gissigheimer Straße – im Ortsteil Brehmen in Richtung des Ortsteils Gissigheim.
- Göllerweg – im Ortsteil Pülfringen.
- Gützenberg – im Ortsteil Pülfringen.

## H

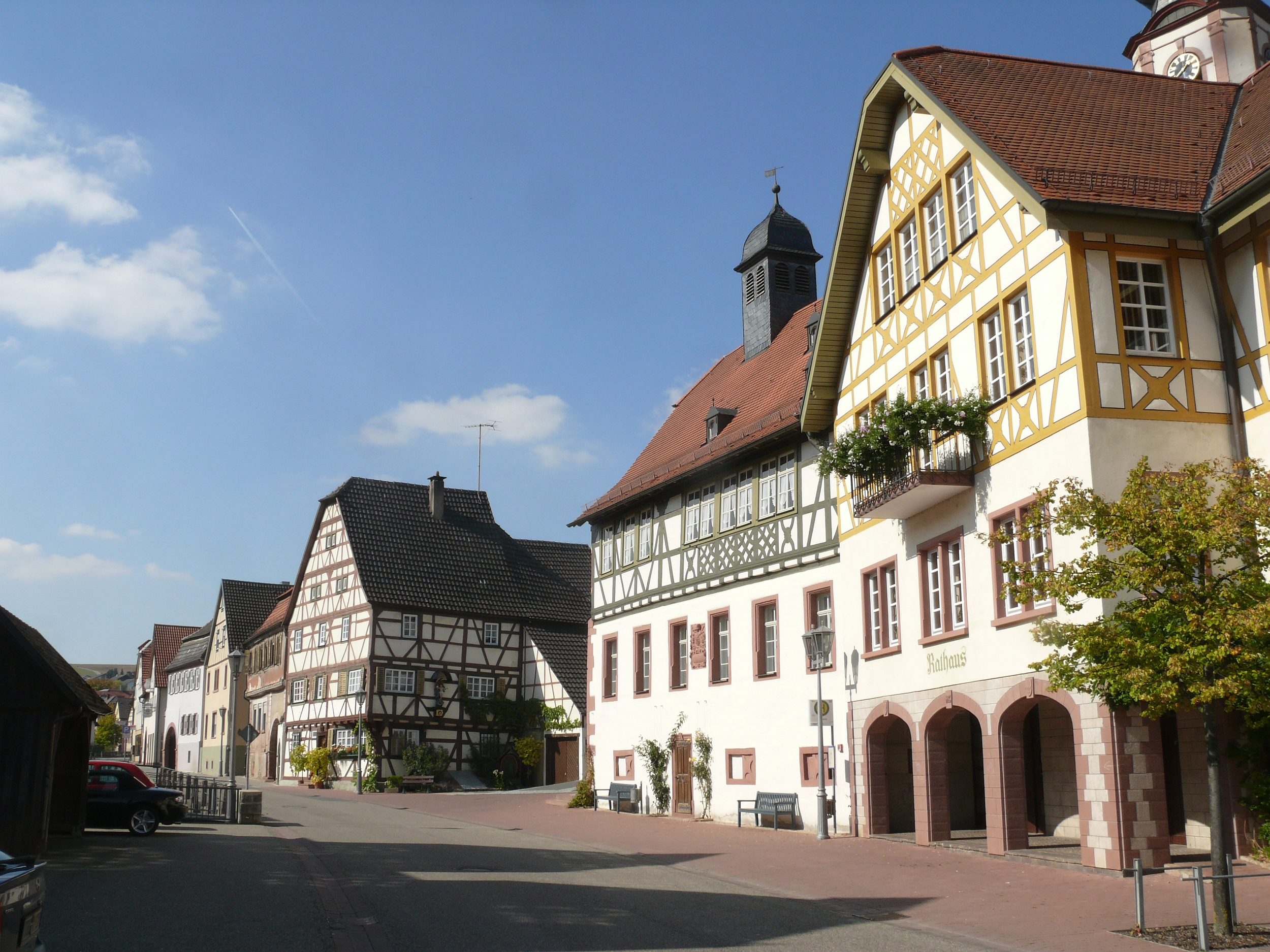
Fachwerkhäuser in Königheim, Hauptstraße

- Haidsiedlung – an der Haid-Siedlung im Ortsteil Pülfringen.
- Haigerweg
- Hansenberg – im Ortsteil Gissigheim.
- Hardheimer Straße – verläuft von Königheim in Richtung der Gemeinde Hardheim.
- Hardheimer Weg – im Ortsteil Pülfringen in Richtung Hardheim.
- Hartmannsgasse
- Hauptstraße
- Hinter der Kirche – im Ortsteil Pülfringen.
- Hof Birkenfeld – am gleichnamigen Wohnplatz Hof Birkenfeld auf der Gemarkung des Ortsteils Pülfringen
- Hof Hoffeld – am gleichnamigen Wohnplatz Hof Hoffeld auf der Gemarkung des Ortsteils Pülfringen
- Hohe Straße
- Hohlwiesenweg

## I
- Im Grün – im Ortsteil Brehmen.

## J
- Jahnstraße

## K

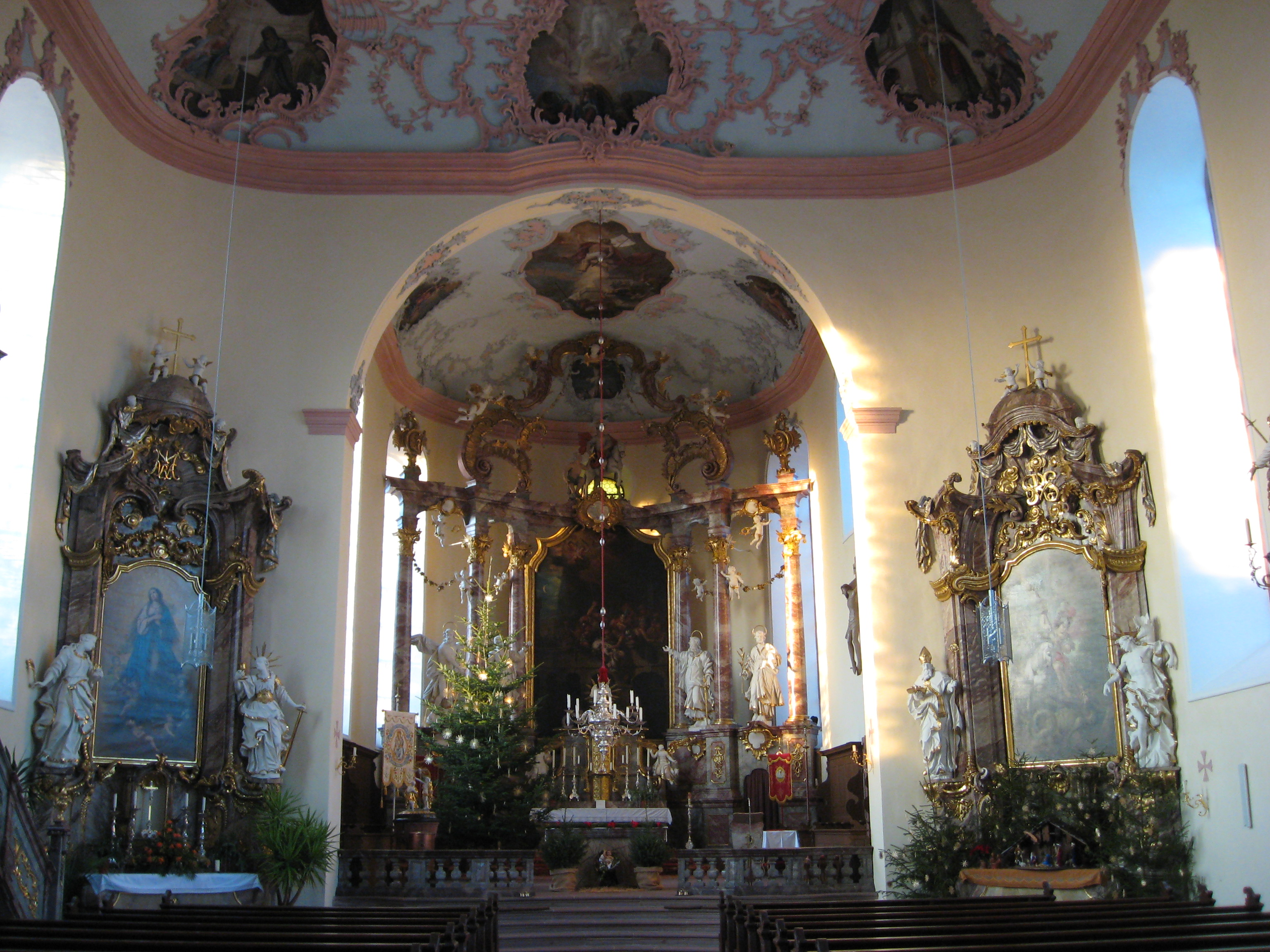
Katholische Kirche St. Martin, Kirchplatz 3

- K 2834 – im Ortsteil Pülfringen
- K 2836 – im Ortsteil Gissigheim
- K 2884 – im Ortsteil Brehmen
- K 2893 – in den Ortsteilen Pülfringen, Gissigheim und Königheim
- Kapellengasse
- Kapellenweg
- Karlsgasse – im Ortsteil Pülfringen.
- Kelterweg
- Kieserstraße
- Kirchbergsteig
- Kirchenpfad – im Ortsteil Pülfringen.
- Kirchplatz
- Klinggraben
- Kolpingstraße
- Kreuzberg

## L
- Langgasse
- Lückenberg – im Ortsteil Gissigheim.

## M
- Madackerweg
- Mühlgasse
- Mühlstraße – im Ortsteil Pülfringen.
- Münzgasse

## N
- Neugasse

## O
- Oberer Kreuzberg

## P
- Panoramaweg – im Ortsteil Gissigheim.
- Pfarrer-Weimert-Straße – im Ortsteil Brehmen.
- Pfarrgasse – im Ortsteil Gissigheim.
- Plangasse
- Prälat-Stephan-Straße – im Ortsteil Gissigheim.
- Prof.-Künzig-Straße – im Ortsteil Pülfringen.
- Prof.-Träger-Straße

## R
- Rebenweg – im Ortsteil Gissigheim.
- Riedsiedlung – an der Ried-Siedlung auf der Gemarkung des Ortsteils Gissigheim
- Ringstraße – im Ortsteil Pülfringen.
- Ritterberg
- Rothermelstraße

## S
- Scheiflinger Straße

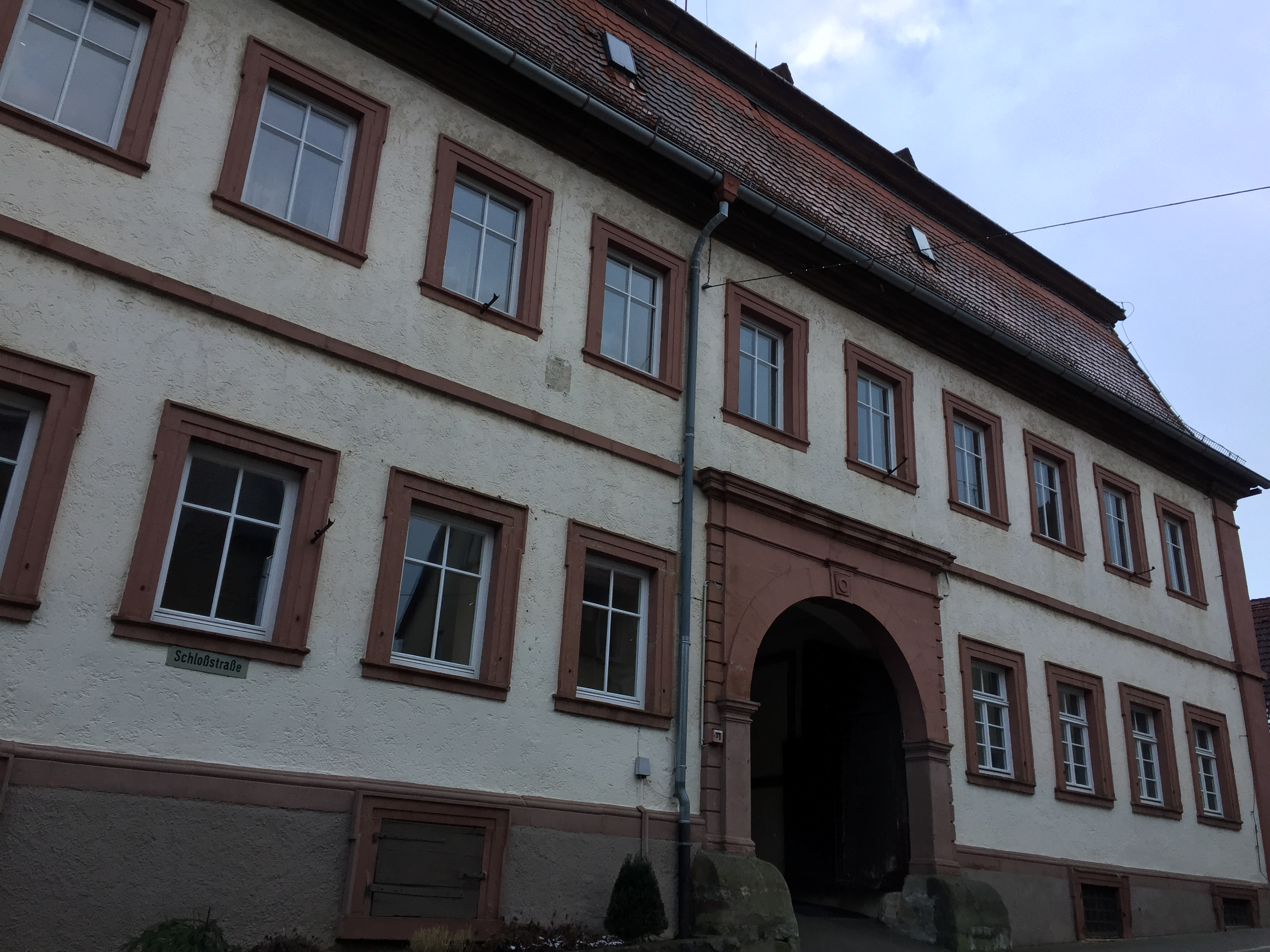
Bettendorfsches Schloss, Schloßstraße 19

- Schloßstraße – im Ortsteil Gissigheim. Die Straße verdankt ihren Namen dem Bettendorfschen Schloss, ein im 16. Jahrhundert erbautes Barockschloss.[2]  Es diente als ehemaliger Wohnsitz der Freiherren von Bettendorf.[3]
- Schulstraße
- Schützenbaum – im Ortsteil Gissigheim.
- Seltenberg
- Siedlerstraße – im Ortsteil Pülfringen.
- Siedlung Neue Heimat
- Silvanerweg
- Spitzsteig
- Sportplatzweg – im Ortsteil Pülfringen.
- St. Lorenzer Straße
- Steingasse – im Ortsteil Brehmen.
- Steinichsgrabenweg

## T
- Tannenweg – im Ortsteil Gissigheim.
- Tauberbischofsheimer Straße – verläuft von Königheim in Richtung der Kreisstadt Tauberbischofsheim.
- Tiergartenweg – im Ortsteil Brehmen.

## U
- Unteres Tor

## W
- Weikerstetten – in der Kleinsiedlung Weikerstetten.
- Weinblütenstraße
- Weinstraße
- Wilhelm-Weigand-Straße – im Ortsteil Gissigheim.
- Winzerstraße

## Z
- Ziegelhütte

## Rad- und Wanderwege

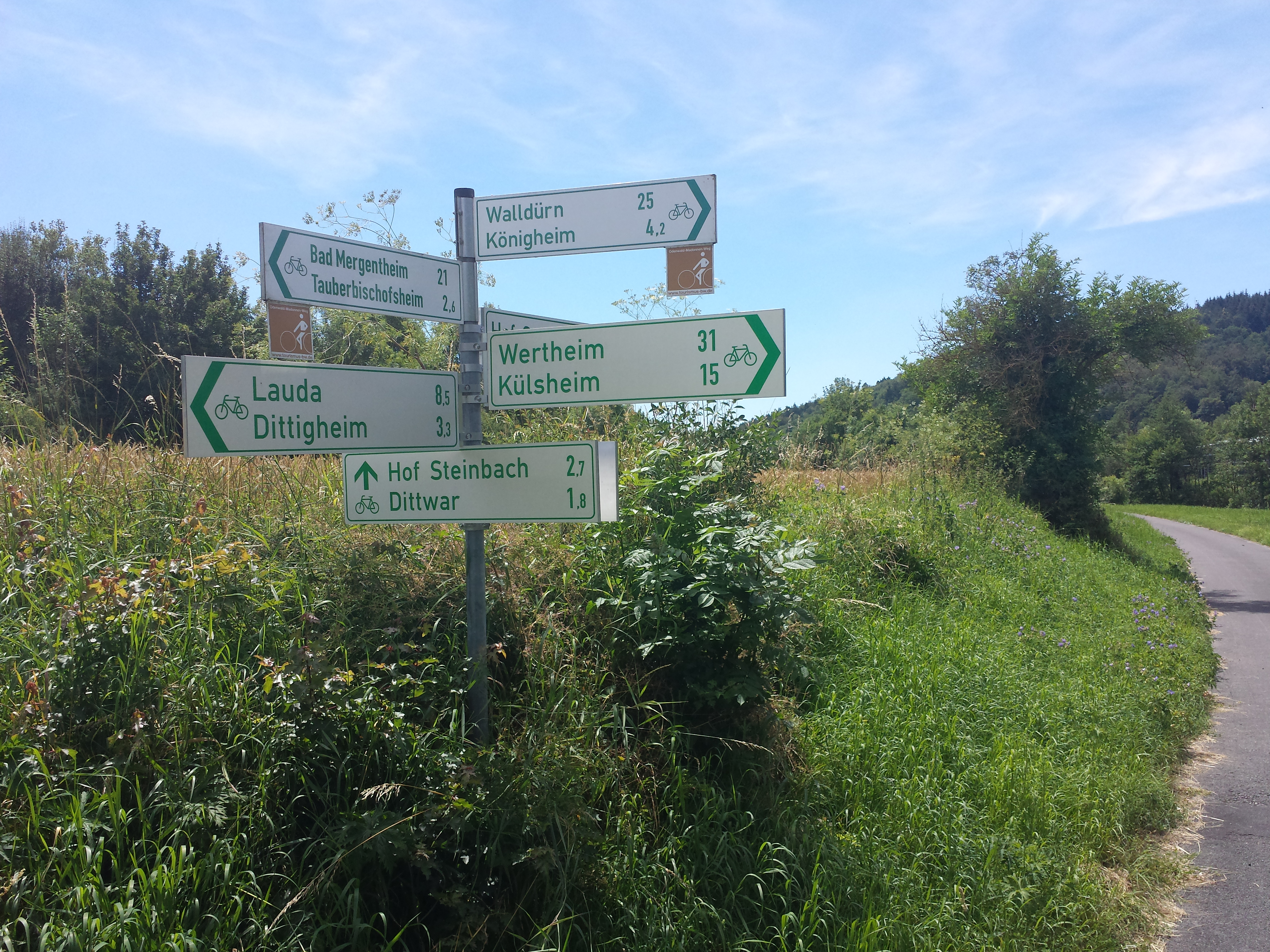
Radwegekreuzung am Bahnhof Dittwar, Muckbachtalradweg in Richtung Dittwar, Brehmbachtalradweg in Richtung Tauberbischofsheim oder Königheim

- Brehmbachtalradweg – Der Radweg verläuft entlang großer Teile des Brehmbachtals von Gissigheim über Königheim und den Bahnhof Dittwar bis Tauberbischofsheim. Am Bahnhof Dittwar besteht ein Anschluss an den Muckbachtalradweg und in Tauberbischofsheim an den Taubertalradweg.
- Jakobsweg Main-Taubertal – Etappe 4: Gamburg – Königheim – Tauberbischofsheim.[4]
- Panoramaweg Taubertal – Ergänzende Tour Nr. 2: Zum "Hohen Herrgott" auf der Höhe. Der Rundkurs führt auf einer Länge von 25,6 Kilometern von Tauberbischofsheim über Königheim und Külsheim nach Bronnbach. Von dort kann der Weg mit dem Zug oder Bus nach Tauberbischofsheim zurückgelegt werden.[5]